# حاسبة ك
حاسبة ك أو كيه كالك (بالإنجليزية: KCalc)‏ هي حاسبة علميَّة برمجيَّة خاصة بكيدي.

## الأوضاع

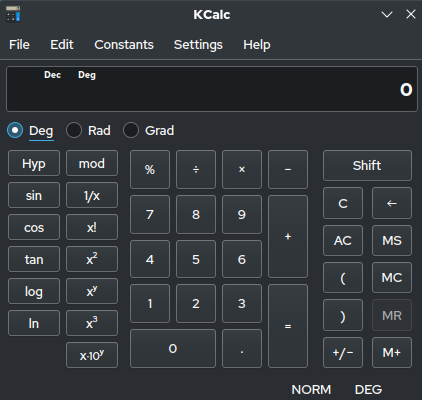
الوضع العلميِّ
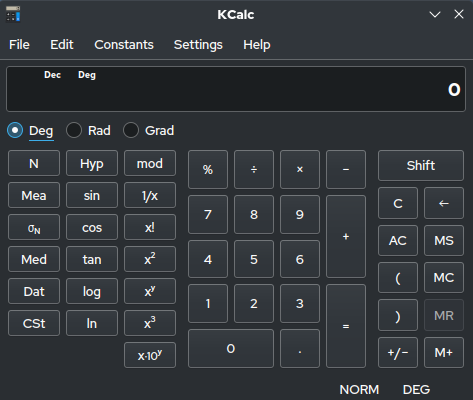
الوضع الإحصائيِّ
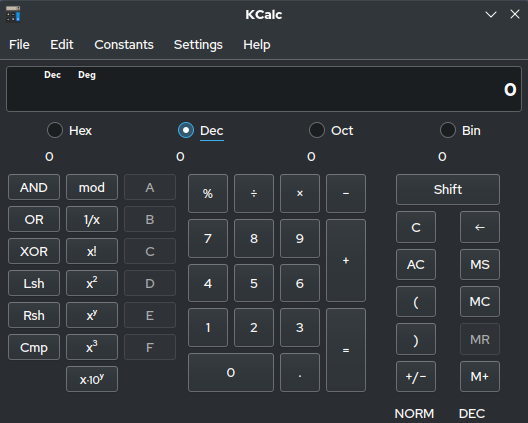
وضع نظام العدّ

## انظُر أيضًا
- حاسبة برمجية
- حاسبة جنوم

## وصلات خارجيَّة
- الموقع الرسمي